# Cuatlapanga
A 2900 m magas Cuatlapanga a mexikói Tlaxcala állam nyolcadik legmagasabb hegye.

## Elhelyezkedése
A csúcs Mexikó középső részén, Tlaxcala állam középpontjától kissé délkeleti irányban, Cuaxomulco és San José Teacalco községek határán emelkedik a Vulkáni-kereszthegységben. A kis vulkán a Malinche északnyugati lejtőjéből emelkedik ki. A területen az éves csapadékmennyiség 800–900 mm körüli.

## A hegy legendái
A közeli hatalmas vulkán, az állam egyik jelképe, a Malinche, egy mondabeli indián lányról kapta nevét. A legenda szerint Cuatlapanga egy harcos volt, aki szerelmes volt a lányba. Mielőtt azonban feleségül vehette volna, háborúba kellett mennie (ahol az egyik csatában egy csúnya sebhelyet is szerzett). Mire visszatért a harcokból, kedvese már meghalt szomorúságában. Cuatlapanga a lány sírjához ment és leborulva siratta, majd kővé, heggyé változott.
Egy másik szóbeszéd szerint a hegyben még a mexikói forradalom idején elástak néhány színaranyból készült harangot, ám a mai napig senki sem talált rájuk, hiába keresték többen is.